# Buwajr
Buwajr (arab. بوير) – wieś w Syrii, w muhafazie Aleppo, w dystrykcie Manbidż. W 2004 roku liczyła 564 mieszkańców.